# Montegualtieri
Montegualtieri   è una frazione del comune di Cermignano in provincia di Teramo, nella regione Abruzzo.

## Storia

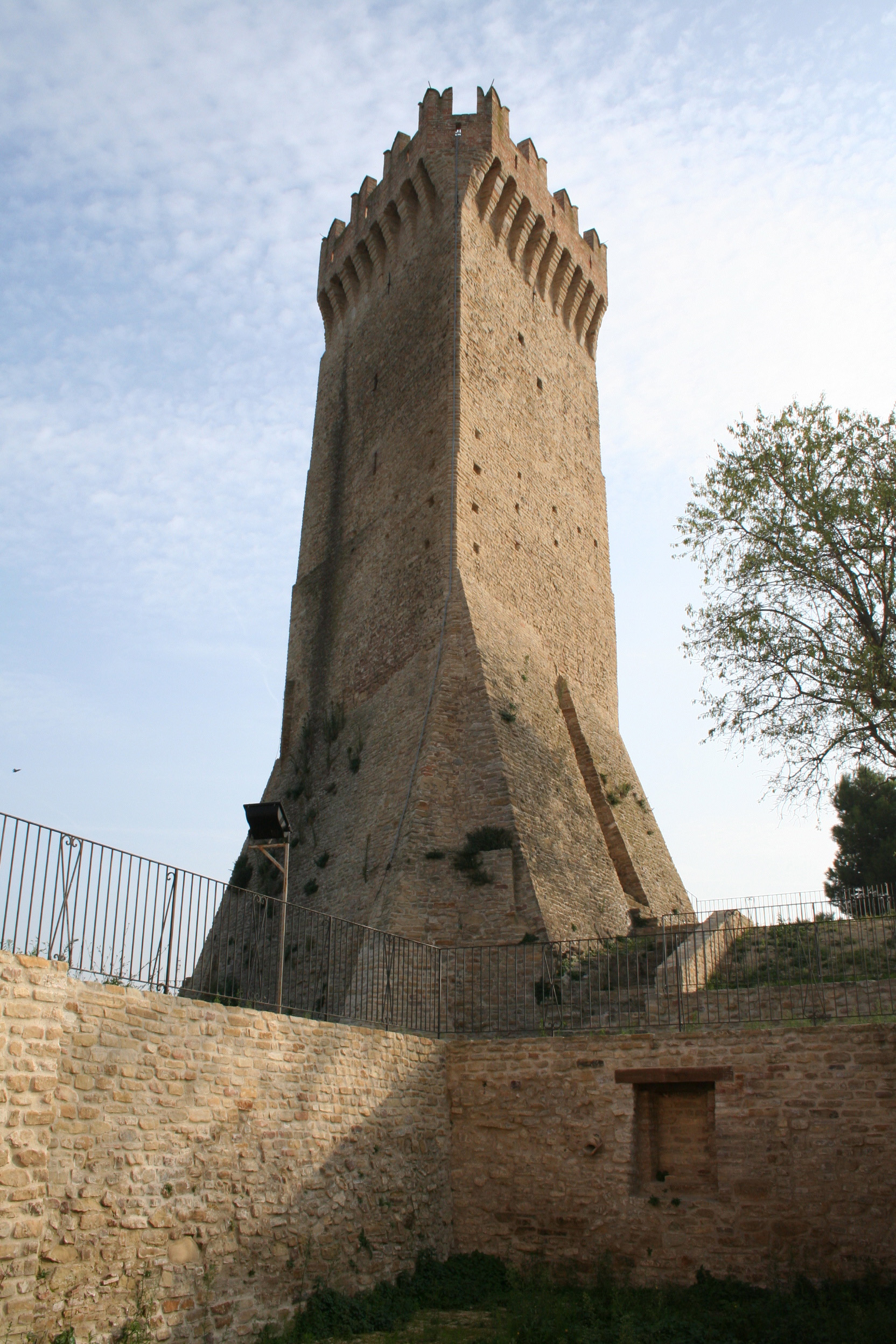
Torre di Montegualtieri

L'antico nome che identificava questa torre fu: Mons o castello di Mons, ma verso il 1170, sebbene non si conosca per quale preciso avvenimento, si trasformò in Monte Gualtiero. Mons appartenne già dall'VIII secolo alla terra di San Vincenzo in Volturno e da circa l'XI secolo alla proprietà di San Giovanni in Venere.
Non è nota, inoltre, l'esistenza di fonti documentali che attestino con certezza l'artefice, la data esatta e le motivazioni che abbiano spinto l'edificazione della roccaforte. Un sicuro riferimento al periodo storico che vide elevarsi l'opera fortificata è quello del Regno normanno, nella seconda metà del XII secolo, quando vi furono in Abruzzo le migliori condizioni per il rinnovamento dei castelli e la costruzione di nuove torri nelle zone di conquista con una particolare attenzione per il territorio della valle del Medio Vomano.
Riferimenti a questo insediamento si trovano già negli atti dell'anno 799 quando nell'elenco dei beni appartenenti a San Vincenzo in Volturno è citata la Corte di Mortula al confine col castello di Mons. Un'altra citazione si riscontra nel 968 quando l'imperatore Ottone conferma all'abate Paolo di San Vincenzo in Volturno questo fortino. In seguito, nell'anno 1051, Ilperino e Longino in un atto di donazione a favore di San Clemente a Casauria includono, insieme con altri beni, le due porzioni del castello di Mortula comprensive di chiese e tenimenti.
Ancora, nel 1137, in nome del convento di San Clemente al Vomano, l'abate Oldrio richiede all'imperatore Lotario le due parti del castello di Mortula.
Il registro dei feudi e dei suffeudi dell'anno 1140 menziona nuovamente la torre.
Un'ulteriore, probabile e riconducibile traccia a questa fortificazione è presente nella rassegna feudale normanna del 1148 nelle citazioni del castello di Montem, insieme con quello di Mortulam, e il tenimento del monastero benedettino di San Giovanni in Venere, quest'ultimo da identificare con la località di Montegualtieri.
Nell'anno 1160 il registro di Guglielmo I nell'elencazione dei feudi riporta che Berardo di Scorrano ottiene da Trasmondo di Castelvecchio i castelli di Monte e Mortula in Penne.
In tempi successivi il feudo di Monte Gualtiero è riportato trascritto in altri documenti tra i quali l'elenco dei feudi, del 16 giugno 1176, in cui Papa Alessandro III da Anagni lo conferma incluso, con altri feudi del Medio Vomano, all'abate di San Giovanni in Venere Oderisio II di Pagliara.
Lo stesso possedimento è menzionato in un atto del 1º maggio 1195 dall'imperatore Enrico VI che con un diploma da Ascoli attribuisce il castello di Monte Gualtiero all'abate di San Giovanni in Venere di nome Odorisio.
Il 5 dicembre del 1204, papa Innocenzo III lo affidava all'abate Oddone insieme ai castelli di Tezzano, Scorrano e Mortula.
Nell'anno 1239 l'imperatore Federico II affida un manipolo di uomini, appartenenti alla Lega lombarda, ridotti in prigionia ai 76 baroni d'Abruzzo della Valle del Medio Vomano, assegnandoli uno per ciascuno. Tra questi prigionieri compare menzionato un tale Gualtiero del Monte che, per la coincidenza del nome, sarà considerato l'uomo che ha voluto la costruzione della torre.
Fino all'anno 1278 la fortificazione appartenne al casato dei Signori di Pagliara che, a seguito della scomparsa dell'ultimo discendente, si estinse in quell'anno.
Nel 1279 la rassegna dei feudatari del giustiziato d'Aprutio Citra et Ultra Montes tenuta da Carlo I d'Angiò a Sulmona e Penne vide nominato nuovo possessore del borgo di Montegualtieri Francesco Mattaleone di Scorrano, suffeudatario dei Signori Trasmondo.
Ulteriori tracce del castello figurano annoverate nell'elenco del pagamento delle decime ecclesiastiche del 1324 al numero 2981 dove si trova il citato Ecclesia S. Joannis de Monte e al numero 2987 Ecclesia S. Joannis de Mortula.
Documenti del XVI secolo individuano, per la prima volta, nel barone di Scorrano Sigismondo De Sterlich il nuovo possessore. Da questo momento inizia il lungo insediamento della famiglia nel quadrilatero di Scorrano, Cermignano, Montegualtieri e Poggio delle Rose.
La famiglia terrà il borgo fino agli anni '70 del Novecento,  quando passerà al comune di Cermignano.

## Descrizione
Montegualtieri è un villaggio di origine medievale e si trova a 260 metri sopra il livello del mare. Nel centro storico di Montegualtieri sono presenti la Chiesa di San Giovanni Apostolo ed Evangelista e la torre di Montegualtieri. Dal XVI secolo inizia il lungo insediamento della famiglia del barone di Scorrano Sigismondo De Sterlich nel quadrilatero di Scorrano, Cermignano, Montegualtieri e Poggio delle Rose.